# Marcel (canção)
"Marcel" foi a canção que representou a Alemanha no Festival Eurovisão da Canção 1963 que teve lugar em Londres a 23 de março desse ano.

## História
A referida canção foi interpretada em alemão por Heidi Brühl. Foi a terceira canção a ser interpretada na noite do festival (a seguir à canção neerlandesa "Een speeldoos", cantada por Annie Palmen  e antes da canção austríaca "Vielleicht geschieht ein Wunder", interpretada por Carmela Corren). Terminou a  competição em nono lugar, tendo recebido um total de 5 pontos. No ano seguinte, em 1964, a Alemanha foi representada por Nora Nova que interpretou a canção "Man gewöhnt sich so schnell an das Schöne".

## Autores
- Letrista: Charly Niessen
- Compositor: Charly Niessen
- Orquestrador: Willy Berking

## Letra
A canção é cantada na perspetiva de uma jovem dizendo ao seu amante (o titular Marcel) que ele está se movendo muito rapidamente para ela. Ela diz-lhe que "só um cavalheiro tem uma chance comigo "e que ele deve respeitar isso.

## Outras versões
Heidi Brühl gravou também uma versão em inglês, com o mesmo título "Marcel".